# Матердомини (Авелино)
Матердомини је насеље у Италији у округу Авелино, региону Кампанија.
Према процени из 2011. у насељу је живело 636 становника. Насеље се налази на надморској висини од 539 м.